# Robert Musil
Robert Mathias Alfred Musil, född 6 november 1880 i Klagenfurt, död 15 april 1942 i Genève, Schweiz, var en österrikisk författare. Han är känd för verken Den unge Törless förvillelser (1906) och Mannen utan egenskaper (1930, 1933 & 1943), varav den senare räknas till 1900-talets främsta romanbyggen.

## Liv och gärning
Robert Musil föddes i Österrike år 1880 som son till Alfred Musil och Hermine, född Bergauer. Fadern härstammade från gammal österrikisk adel och släkten adlades 1917 av huset Habsburg. Modern kom från Böhmen. Fyra år före Robert föddes den äldre systern Elsa, men hon dog redan innan hon fyllt ett år; Robert Musil spekulerade senare om Elsas, den syster han aldrig fick se, betydelse för hans eget liv. Musil gifte sig 1911 med Martha Marcovaldi, i hennes andra äktenskap (frånskild). De fick inga barn tillsammans.
Musil avbröt den tänkta banan som officer och läste i stället till ingenjör, men drogs snart till humaniora och studerade därefter filosofi i Berlin. Han arbetade bland annat som bibliotekarie och var en tid anställd vid utrikesdepartementet. Han deltog i första världskriget på centralmakternas sida vid den italienska fronten. Efter kriget påbörjade Musil arbetet på sitt omfångsrika livsverk Mannen utan egenskaper, som kan sägas utgöra en bro mellan den traditionella litteraturen och den moderna. Den första volymen publicerades 1930 och den andra 1932. Efter nazisternas maktövertagande 1933 lämnade Musil Tyskland, där han varit bosatt, och slog sig ner i Wien. Verk av honom brändes på bokbål runt om i Nazityskland samma år. När Anschluss blev ett faktum 1938 tvingades han att fly även från Österrike och slog sig ner i Schweiz, där han dog av ett slaganfall 1942. Vid sin död var han glömd och ekonomiskt utblottad.
Musil arbetade fram till sin död på en fortsättning av Mannen utan egenskaper och kvarlämnade tusentals sidor utkast.
I en artikel om Musil karakteriserade Stefan Eklund hans position på detta sätt: "Musil tillhör, bredvid Proust, Woolf, Kafka, Joyce och Mann, med självklarhet det tidiga 1900-talets stora nydanare av romankonsten – men används inte idag i lika hög grad som referenspunkt. Det är synd." 

### Mannen utan egenskaper (1930–1943)
Mannen utan egenskaper (tyska Der Mann ohne Eigenschaften) tar sin början i kejsardömet Österrike-Ungern under 1914. Huvudpersonen Ulrich blir på olika sätt involverad i den så kallade parallellaktionen, som var ett försök att manifestera Österrikes avtagande makt under förevändning att högtidlighålla kejsar Frans Josefs 70 år på tronen. Historien kretsar kring den österrikiska aristokratin och byråkratin och dess strävan att utröna vari den österrikiska folksjälen egentligen består. 
Ulrichs "egenskapslöshet" syftar på hans ovilja att helt inlemma sig i det samhälleliga och sociala livet, men den är också ett uttryck för de motsatta impulser och intellektuella reservationer som kan hämma mångsidigt begåvade människors handlingsförmåga. Ulrichs "brist på egenskaper" kan därför ses som en styrka, en möjlighet att inte låsa sig som människa eller social varelse, men även som en oförmåga att hänge sig och välja livsväg. På så sätt kommer Ulrich att bli en, även för nutida läsare, intressant och mångbottnad personlighet som försöker finna sin plats i livet. Musils roman har delvis även tolkats som en olycksbådande varning för primitiva mänskliga handlingsmönster och övermänniskoideologier. Musils skrifter förbjöds av nazisterna.
I december 2010 sändes en uppläst version av Mannen utan egenskaper i Sveriges radio P1 som radioföljetong.
I intervjuserien Luthersson läser världslitteraturen (Axess TV) samtalar litteraturvetaren Peter Luthersson och sociologen Bo Isenberg om Musils verk.

## Svenska översättningar
- Tre kvinnor (Drei Frauen, 1924) (översättning Ralf Parland, Tiden, 1957)
- Mannen utan egenskaper (Der Mann ohne Eigenschaften; 1930, 1933, 1943) (översättning Irma Nordvang [vol. 1-3], Lars W. Freij [vol. 4]) (Bonnier, 1961, 1963, 1970, 1983). Ny, utök. uppl. av vol. 4 1998
- Koltrasten (Die Amsel) i antologin Berömda tyska berättare (Prisma, 1966)
- Den unge Törless förvillelser (Die Verwirrungen des Zöglings Törleß, 1906) (översättning Lars W. Freij, Aldus/Bonnier, 1969)
- Historier som inga är (Nachlass zu Lebzeiten, 1936) (översättning Peter Handberg, Fischer, 1992)
- Hesperos. Vol. 10, Svärmarna (Die Schwärmer, 1921) (anonym översättning [sic], Ordbrand, 2013)
- Om dumheten (översättning Henrik Sundberg, efterord Bo Isenberg, Bokförlaget Vesper, 2015)